# Loma Prieta, San Luis Potosí
Loma Prieta är en ort i Mexiko.   Den ligger i kommunen San Luis Potosí och delstaten San Luis Potosí, i den centrala delen av landet, 400 km nordväst om huvudstaden Mexico City. Loma Prieta ligger 1 682 meter över havet och antalet invånare är 434.
Terrängen runt Loma Prieta är lite kuperad. Runt Loma Prieta är det ganska tätbefolkat, med 90 invånare per kvadratkilometer. Närmaste större samhälle är El Zapote, 17,7 km sydväst om Loma Prieta. Omgivningarna runt Loma Prieta är i huvudsak ett öppet busklandskap.